# Nil Blau (estat)
La wilaya o estat del Nil Blau —àrab: ولاية النيل الأزرق, wilāya an-Nīl al-Azraq— és una de les wilayes o estats del Sudan. Es troba a les vores del Nil Blau que serveix per al regadiu dels conreus de la zona. Aquest estat va ser creat l'any 1992, també es coneix com a Estat Central (Al Wustá). Ocupa una superfície de 45.844 km² am una població estimada de 600.000 (2000). ad-Damazin és la capital de l'estat.

## Història
La província del Nil Blau va existir sota el règim de condomini del Sudan Anglo-egipci i es va mantenir a la independència; la província tenia una superfície de 139.124 km² i una població de 2.069.646 habitants. A partir de l'1 de juliol de 1974 la província es va dividir en tres: Nil Blanc, Nil Blau i Gezira. La província del Nil Blau va tenir una superfície de 62.135 km² i una població d'1.056.313 habitants (1983) i capital a Ad-Damazin.
El 1980 aquestes províncies es van integrar dins de la nova regió del Nil Blau, de la que foren subdivisions. Les vuit regions més Khartum foren convertides en estats el 1991. El 1994 l'estat del Nil Blau es va dividir en quatre estats (Nil Blau, Gezira, Sennar i Nil Blanc). L'any 2011 els habitants del sud de l'estat havien de decidir en "Consultes públiques" el futur de l'estat amb la seva possible unió a l'estat independent de Sudan del Sud, segons l'"Acord de Pau Complet". Però un conflicte sobre el legítim governador de l'estat (el govern va prohibir al SPLA, que al nord s'anomenava SPLA-Sector Nord, acusat de ser un partit estranger, i la casa del governador electe Malik Agar, membre del SPLA-Sector Nord, fou atacada el 2 de setembre de 2011 i va haver de fugir cap al sud de l'estat per organitzar la resistència; el govern sudanès va nomenar un nou governador addicte, un militar nordista de nom Yahya Mohamed Khair) i el desig d'Omar al-Bashir d'erradicar al SPLA-SN ha portat a la represa de la guerra i a una crisi de refugiats. La consulta ha quedat posposada indefinidament.

## Governadors de l'estat sorgit el 1994
- 1994 - 1997 Abdalla Abu-Fatma Abdalla
- 1997 - 2000 Abd ar-Rahman Abu Madyan
- 2000 - 2001 al-Hadi Bashra
- 2001 - 2003 Hassan Hamadayn Suleiman (1st time)
- 2003 - 2004 Abdallah Uthman al-Haj
- 2004 - 2005 Hassan Hamadayn Suleiman (2nd time)
- 2005 - 2007 Abdel Rahman Mohamed Abu Madien
- 2007 - 2011 Malik Aggar Eyre
- 2011 - Yahya Mohamed Khair